# 장성환

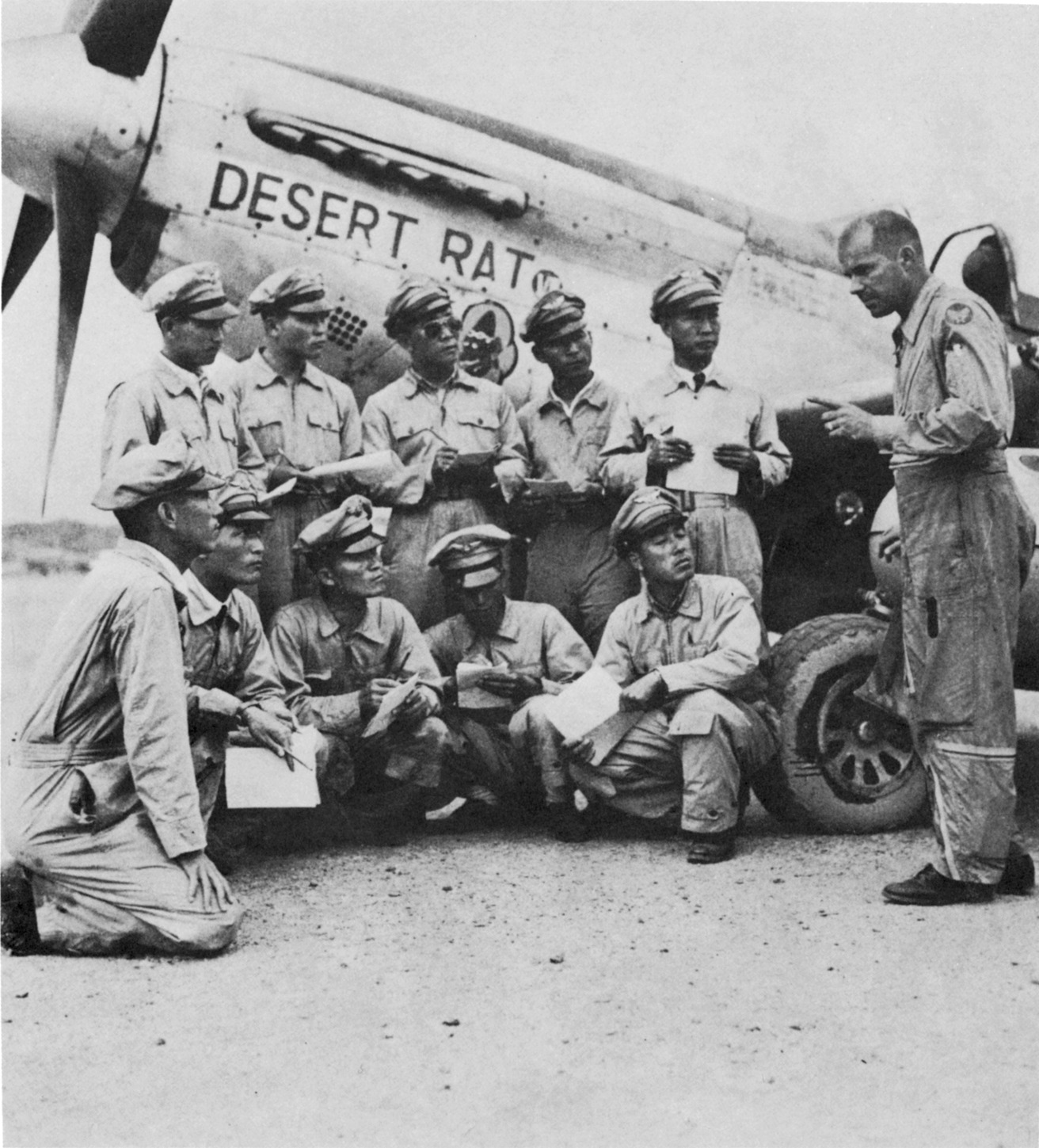
일본 이다즈께 기지에서 비행교육을 받고 있는 F-51 인수조종사 10명앞줄 왼쪽부터 김영환 중령, 김성룡 중위, 강호륜 대위, 박희동 대위, 장성환 중령, 뒷줄 왼쪽부터 정영진 중위, 이상수 중위, 김신 중령, 장동출 중위, 이근석 대령.

장성환(張盛煥, 1920년 10월 27일 ~ 2015년 1월 4일)은 대한민국의 군인, 관료, 정치인이다. 공군참모총장, 전역 후에 주 태국 대사, 대한항공공사 사장, 한국관광공사 총재, 교통부(현 국토교통부) 장관 등을 지냈다.

## 생애
1920년 10월에 서울에서 태어났다. 1942년에 일본 기후비행학교를 졸업했고, 대한민국 국군 건군기에 육군에 입대하여 육군 항공대에서 근무하다가 공군이 창설되자 공군으로 전군했다.
1950년 11월에 대한민국 공군이 미 제5공군으로부터 수송기를 인수하게 되자 국군 최초로 공수 임무를 담당했다. 제1비행단장, 제5비행단장 등을 거쳐 1957년에 공군본부 작전참모부장에 올랐다. 이후 1958년 공군참모차장을 거쳐 1962년에 공군참모총장에 올랐다. 참모총장 재임 시절에는 제30방공관제단(現 공군방공관제사령부)을 창설했다. 영화 《빨간 마후라》는 그의 임기 중에 제작되었다.
1973년 제9대 국회의원 선거에서 서울특별시 용산구-마포구 선거구에 민주공화당 후보로 출마하였으나 중선거구제임에도 신민당 복수공천을 받은 김원만, 노승환에 밀려 낙선하였다.

## 학력
- 1941년 일본 기후 육군비행학교 졸업
- 1942년 일본 육군항공통신학교 졸업
- 1943년 일본 하마마쓰 육군비행학교 졸업
- 1947년 조선경비사관학교 3기
- 1948년 조선경비보병학교 수료
- 1949년 육군참모학교 수료
- 1950년 공군사관학교 2기
- 1951년 대한민국 육군보병학교 수료
- 1952년 미국 버지니아 종합군사학원 졸업
- 1953년 미국 미주리 종합군사학원 졸업
- 1957년 공군방공포병학교 1기 졸업
- 1960년 국방연구원 행정학 석사
- 1970년 일본 와세다 대학교 대학원 산업공학과 공학석사

## 경력

### 군 경력
- 1952년 주미대사관 공군무관
- 1954년 제1훈련비행단장
- 1955년 제5혼성비행단장
- 1958년 공군대학교장
- 1962년 제7대 공군참모총장(공군중장)

### 사회 경력
- 1964년 주태국 대사
- 1967년 대한항공 사장
- 1971년 교통부 장관
- 1976년 무역진흥공사 사장
- 1985년 국민대학교 행정학과 겸임교수

## 수상
- 미공로훈장 (1952)
- 무성을지무공훈장, 무성충무무공훈장, 무성화랑무공훈장 (1956)
- 미공로훈장, 중화민국운휘훈장 (1962)
- 1등 근무공로훈장 (1963)
- 미공로훈장, 중화민국운휘훈장, 대통령 공로표창 (1964)

| 전임 김신 | 제7대 공군참모총장 1962년 8월 1일 ~ 1964년 8월 1일 | 후임 박원석 |

| 전임 이동원 | 제3대 주 타이 대한민국 대사 1964년 11월 ~ 1967년 10월 | 후임 한표욱 |

| 전임 백선엽 | 제20대 교통부 장관 1971년 7월 28일 ~ 1971년 11월 24일 | 후임 김신 |

1. ↑  “공군의 최초 전투기 F-51 인수.출격 재연식”. 연합뉴스. 2021.11.09에 확인함.